# North Philadelphia Station

Die North Philadelphia Station (deutsch: Bahnhof Philadelphia-Nord) ist ein Keilbahnhof im Norden der Stadt Philadelphia im US-Bundesstaat Pennsylvania. Er befindet sich an der Broad Street in Höhe 2900 North an der Abzweigung der Chestnut Hill West Line vom Nordost-Korridor. Er gehörte ursprünglich zum Streckennetz Pennsylvania Railroad (PRR) und wird heute (2008) von zwei Regionalbahnlinien der Southeastern Pennsylvania Transportation Authority (SEPTA) bedient sowie von einigen wenigen Amtrak-Zügen, die entlang des Korridors verkehren. Die Abkürzung lautet PHN. Der Bahnhof ist seit Juli 1999 als Bauwerk unter der Bezeichnung Germantown Junction Station im National Register of Historic Places eingetragen.
Der Hauptstrang der Gleise gehört zum Nordost-Korridor, der an dieser Stelle in Nordost-Südwest-Richtung verläuft. Dort befinden sich zwei hohe Mittelbahnsteige, die durch eine Unterführung erreichbar sind. Von den ursprünglich acht Gleisen sind drei zurückgebaut. Unmittelbar westlich der Bahnsteige zweigt die zweigleisige Chestnut Hill West Line in einer engen Kurve von Südwesten kommend nach Norden hin ab. In der Kurve befinden sich zwei niedrige, kürzere Seitenbahnsteige. Alle Gleise sind mit Oberleitung elektrifiziert.
Das ursprüngliche Empfangsgebäude befindet sich auf der Südseite der Hauptgleise. Es entstand 1901 im Stil der Neorenaissance und ist das älteste noch erhaltene Bahnhofsgebäude am Nordost-Korridor. Es wurde irgendwann geschlossen und war daraufhin lange Zeit dem Verfall preisgegeben. Heute beherbergt es einen Supermarkt. Seine ursprüngliche Funktion übernahm ein neuer, kleiner Flachbau auf der Nordseite der Bahnsteigunterführung. Auf der Südseite wurde die Unterführung zugemauert.
Ebenfalls unmittelbar westlich der Bahnsteige unterquert die viergleisige SEPTA Main Line, die ursprünglich der PRR-Konkurrentin Reading gehörte, den Nordost-Korridor in annähernd rechtem Winkel. Dort gibt es keine Bahnsteige; etwa 500 Meter südlich der Unterführung befindet sich stattdessen der Haltepunkt North Broad Station.
Am östlichen Ende der beiden Mittelbahnsteige unterquert die Broad Street den Nordost-Korridor in Nord-Süd-Richtung. Darunter verläuft mit der Broad Street Line die U-Bahn. Deren Station North Philadelphia liegt zwischen den genannten Bahnstationen.

## Nutzung
Obwohl North Philadelphia zusammen mit dem Haltepunkt an der Main Line und der U-Bahn-Station einen Verkehrsknoten bildet, gibt es vergleichsweise wenig Fahrgäste. 
Die SEPTA zählte im Geschäftsjahr 2007 (1. Juli 2006 bis 30. Juni 2007) im Regionalverkehr 164 Ein- und 280 Aussteiger täglich. In ihrem Geschäftsjahr 2017 vermerkte SEPTA für North Philadelphia wochentags durchschnittlich 195 ein- und 259 aussteigende Fahrgäste auf der Trenton Line (Nordostkorridor) sowie 45 Ein- und 24 Aussteiger auf der Chestnut Hill West Line.
Amtrak verbuchte im ganzen Geschäftsjahr 2008 (1. Oktober 2007 bis 30. September 2008) 349 Fahrgäste in North Philadelphia. Im Geschäftsjahr 2019 wurden 1968 Amtrak-Fahrgäste registriert, im Geschäftsjahr 2022 waren es 1323.